# Indépendance et Direction - FO
Indépendance et Direction-FO (Syndicat indépendant des personnels de direction de l'Éducation nationale) est un syndicat français, membre de la Fédération nationale de l'enseignement, de la culture et de la formation professionnelle - FO.
Il syndique les personnels de direction de l'éducation nationale, notamment :
- les proviseurs et proviseurs adjoints de lycées ou de lycées professionnels,
- les principaux et principaux adjoints de collèges,
- les directeurs d'établissement régional d'enseignement adapté et d'école régionale du premier degré,
- les directeurs-adjoints chargés de section d'enseignement général et professionnel adapté.

## Historique
Indépendance et Direction a été fondé le 22 mars 2002 par la fusion des syndicats SPDLC, SUPDLC et de l'Amicale des Proviseurs, à la suite de la promulgation du décret n°2001 -1174 du 11 décembre 2001 créant un corps unique à trois classes des personnels de direction d'établissement d'enseignement ou de formation relevant du ministre de l'Éducation nationale.
Le 10 mai 2012, lors de son congrès national de Lyon, Indépendance et Direction choisit par 104 voix pour, 6 abstentions et 0 contre de quitter la Fédération autonome de l'Éducation nationale et de rejoindre Force ouvrière.

## Organisation
ID-FO est organisé en sections académiques, animées par un secrétaire académique assisté d’un bureau académique comprenant au moins un trésorier et trois autres membres. Les sections académiques envoient des délégués au congrès national qui se réunit tous les trois ans.
Le congrès national adopte le rapport moral et le rapport financier, fixe les principales orientations dans tous les domaines de l’action syndicale, délibère sur l’action et la gestion d’Indépendance et Direction. Il élit les membres du bureau national.
Le bureau national est composé de 28 membres (dont un retraité au moins) à savoir un secrétaire général, au moins trois secrétaires généraux adjoints, un trésorier, un trésorier-adjoint et des secrétaires nationaux chargés de missions. Le bureau national se réunit au moins quatre fois par an. Le bureau national administre le syndicat avec le conseil national.
Le conseil national est composé des membres élus au bureau national, de l’ensemble des secrétaires académiques et des élus en CAPN et des membres du conseil consultatif. Il guide l’action du bureau national et se réunit une fois par an sur convocation du secrétaire général en session ordinaire. Il fixe le montant des cotisations et leur répartition entre les trésoreries nationales, académiques et la fédération[source insuffisante].
Le 9 mai 2012 lors du congrès de Lyon[source insuffisante], Patrick Fournié, proviseur  du lycée Duhamel-du-Montceau à Pithiviers jusqu'au 31 août 2010, puis à partir du 1er septembre 2010 proviseur du lycée Henri-Poincaré à Nancy (Meurthe-et-Moselle), est élu secrétaire général d'ID-FO. Il était jusqu'alors secrétaire national d'ID responsable Bulletin et de la communication.
Le 1er avril 2015, Philippe Donatien est élu secrétaire général d'ID-FOid-reunion.fr.

## Objet du syndicat
L'article 1er des statuts d'ID-FO lui assigne les quatre objectifs suivants :
- promouvoir la qualité et l’efficacité du service public d’éducation et en particulier de ses établissements d’enseignement et de formation,
- assembler et soutenir les personnels de direction, défendre leurs intérêts professionnels, collectifs ou individuels, matériels et moraux, en œuvrant notamment pour l’amélioration de leurs conditions de travail,
- constituer au sein du système éducatif un groupe de réflexion et de proposition attaché aux valeurs républicaines et laïques,
- développer entre ses adhérents un esprit d’entraide, d’amitié et de compréhension mutuelle[5].

## Représentativité
Lors des élections professionnelles d'octobre 2011, ID a obtenu 1782 voix (soit 17,18% des suffrages exprimés), ce qui lui a permis de remporter deux sièges à la CAPN des personnels de direction, confirmant ainsi sa position de deuxième organisation syndicale des chefs d'établissements et de leurs adjoints, derrière le SNPDEN.
Lors des élections professionnelles de décembre 2014, ID a obtenu 2002 voix (soit 18,35 % des suffrages exprimés), ce qui lui a permis de conserver ses deux sièges à la CAPN des personnels de direction. ID reste ainsi la deuxième organisation syndicale des chefs d'établissement et de leurs adjoints, toujours derrière le SNPDEN et devant le Sgen-CFDT.